# Odsan
Odsan ist ein Ort im Quarter (Distrikt) Castries im Westen des Inselstaates St. Lucia in der Karibik. 

## Geographie
Der Ort liegt im Süden des Quarters, abgelegen in einem Seitental des Cul de Sac, zwischen Deglos (N) und Barre Denis im Süden.

## Klima
Nach dem Köppen-Geiger-System zeichnet sich Odsan durch ein tropisches Klima mit der Kurzbezeichnung Af aus.